# Hudna
Una hudna (del árabe هدنة, que significa "tranquilidad" o "calma") es un "cese de las hostilidades que no necesariamente implica el fin del conflicto", por lo que a menudo se traduce como "alto el fuego".

## Historia

### Edad Media
En el Lisan al-Arab, un diccionario árabe medieval escrito por Ibn Manzur, la palabra hudna ya aparecía definida:

hadana: se quedó tranquilo; hadina: se tranquilizó (transitivo o intransitivo); haadana: hizo las paces con. El sustantivo de cada de uno de estos verbos es hudna.

Una famosa hudna medieval fue el tratado de Hudaybiyyah, que Mahoma propuso a la tribu de los coraichitas en el año 628 d. C. En este caso, la tregua duró cerca de diez años, por lo que se ha tendido a entender que esta es la duración estándar de una hudna, algo que Khaled Abou El Fadl, experto en ley islámica de la Universidad de California en Los Ángeles, considera simplemente un mito, dado que numerosas hudnas a lo largo de la historia fueron renovadas después de que hubiese expirado el plazo acordado.

### Conflicto palestino-israelí
En español, este término se suele utilizar en relación con un acuerdo de alto el fuego en el conflicto israelí-palestino, y en especial uno que implique a organizaciones islámicas como Hamás. El concepto de hudna fue mencionado por primera vez en este contexto por Yasir Arafat en un discurso de 1994 que fue grabado en secreto en una mezquita de Johannesburgo, donde repetidamente menospreciaba los Acuerdos de Oslo como una mera "hudna" y citaba el precedente establecido por Mahoma en su hudna con la tribu de los coraichitas, que le sirvió para consolidar su posición. El concepto de hudna también ha sido propuesto como método para reducir la violencia en el conflicto israelí-palestino, entre otros, por un profesor de la Universidad de la Reina de Belfast durante el periodo de 1999-2003, con motivo de las prolongadas negociaciones con el liderazgo de Hamás. En 2001, después de ver cómo una hudna solucionaba un conflicto en Jordania, el empresario israelí Eyal Erlich propuso la idea de que Israel debería proponer una hudna como preludio para una paz más duradera.
A pesar de que la idea fue rechazada por el gobierno israelí, en el verano de 2003, tras muchos años de negociación y acercamiento por parte de diplomáticos y consejeros europeos y de presión por parte de Mahmud Abás y de Egipto, Hamás y la Yihad Islámica Palestina declararon unilateralmente una hudna de 45 días. Sus partidarios argumentaban que el alto el fuego permitiría una importante reducción de la violencia y serviría para aumentar la confianza entre las partes y para avanzar en la resolución del conflicto y en las posibles negociaciones de paz. Los críticos de la hudna afirmaban que se trataba de una mera maniobra táctica que permitiría a los grupos palestinos reagruparse y mejorar su fortaleza para preparar nuevos ataques contra israelíes, o bien para que Israel continuase expandiendo sus asentamientos, bloqueando regiones palestinas enteras y arrestando a miembros de estos grupos. La hudna empezó el 29 de junio de 2003, pero poco después se vino abajo durante una operación israelí que causó la muerte a dos milicianos de Hamás y un soldado israelí.
En enero de 2004, el dirigente de Hamás Ábdel Aziz ar-Rantisi ofreció a Israel una hudna de 10 años a cambio de una retirada completa israelí de todos los territorios ocupados desde la Guerra de los Seis Días, el establecimiento de un Estado de Palestina en Cisjordania y la Franja de Gaza, y un derecho de retorno ilimitado para los refugiados palestinos. Al-Rantisi concedió entrevistas a diversos reporteros europeos afirmando que la hudna se limitaba a diez años y había supuesto una decisión de su organización porque era "difícil liberar toda nuestra tierra a estas alturas; sin embargo, la hudna no significaría en ningún caso un reconocimiento del Estado de Israel". Hamás repudió posteriormente la oferta en entrevistas a medios de comunicación árabes, en los que afirmó que nunca negociaría con Israel y  que se mantendría en la lucha hasta lograr sus objetivos. Israel ignoró la oferta de Hamás porque no iba a acceder bajo ninguna circunstancia a la demanda del derecho de retorno de los refugiados palestinos. En 2010, el académico estadounidense Ian Lustick trató de revivir la idea de una hudna en un artículo publicado en la página web de Forbes en el que afirmaba que Israel necesitaba negociar con Hamás. 

### Afganistán
Osama Bin Laden ofreció a comienzos de 2006 una hudna a largo plazo a los Estados Unidos para contribuir a la reconstrucción de Irak y Afganistán. La administración Bush rechazó rápidamente la oferta.